# Civilization Revolution
Civilization Revolution – strategiczna gra turowa z serii Civilization. Gra została wydana na PlayStation 3, Xbox 360, Nintendo DS oraz iOS. Premiera w Polsce odbyła się 30 lipca 2008.